# Romarbrevet

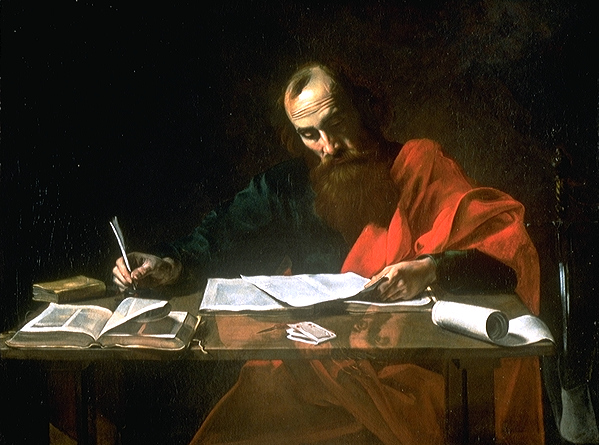
Paulus skrivande ett brev.

Romarbrevet, Paulus brev till församlingen i Rom, grekiska Προς Ρωμαίους (”Till romarna”), är en av böckerna i Nya Testamentet.

## Disposition
Romarbrevet är det viktigaste av aposteln Paulus brev, men det är inte därför det placerats först i den nytestamentliga brevsamlingen. Paulus brev är ordnade så att brev till församlingar kommer först och brev till enskilda personer kommer därefter. Inom varje grupp är breven sedan placerade efter längd, det längsta först. Romarbrevet skrevs i Korinth ungefär år 57–58 e.Kr. och är enligt kap. 16:1–2 troligen avskickat med diakonissan Foibe. Efter välgångshälsning och inledning (kap. 1:1–15) innehåller brevet en undervisande eller dogmatisk huvuddel (kap. 1:16–kap. 11) och en förmanande eller parenetisk (kap. 12–15), varefter det avslutas med hälsningar till flera namngivna personer (kap. 16). 
Meningarna var tidigare delade om det 16:e kapitlet. Det har till och med ifrågasatts om det ens ursprungligen hört till Romarbrevet, men få forskare i dag ifrågasätter textens äkthet. 

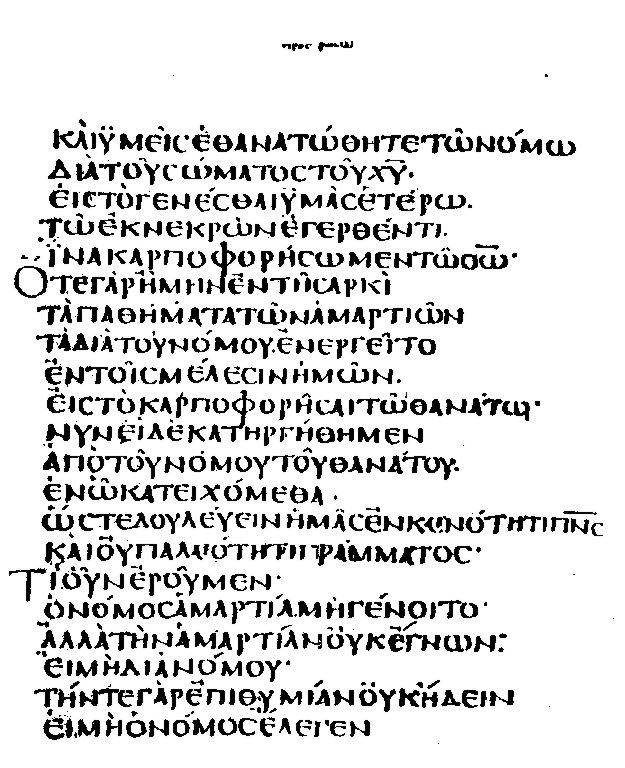
Rom 7:4–7 från Codex Claromontanus (cirka år 400 e.Kr.).

## Brevsituation
Eftersom Rom var ett viktigt administrativt centrum i det romerska riket, var det många som reste dit från imperiets olika delar för att bo där längre eller kortare tid. En del var judar, och bland dessa hade många kommit till tro på Jesus som Messias. Kanske hade några av dessa kommit till tro redan vid den första pingsten (Apostlagärningarna 2:1–11): ”Fler hade kommit till tro genom deras vittnesbörd, och församlingen växte.” Dessa judekristna bildade helt naturligt en församling i Rom.
Paulus hade tänkt sig att utöka sin hednamission till Spanien och ville då ha Rom som bas. Därför sänder han detta brev för att bereda marken hos de judekristna i Rom. (Senare hamnade Paulus  i stället ofrivilligt i Rom med en fångtransport.) Eftersom Paulus och Petrus hade delat upp missionerandet så att Paulus skulle ta hand om hednamissionen, borde Paulus egentligen inte vända sig till den judekristna församlingen med ett missionerande brev.
Paulus har alltså två viktiga saker att framföra till de judekristna i Rom. Den ena är att förklara varför evangeliet även är till för hedningarna, en diskussion som urförsamlingen i Jerusalem klarade av efter Paulus första resa. Den andra är att lägga till rätta sådant som han uppfattat som missförstånd (kap. 14 och 16:17f.).

## Brevets innehåll
Romarbrevet är en av de teologiskt mest innehållsrika skrifterna i Nya Testamentet. Det genomgående temat är människans ofrihet under synden och under den mosaiska lagen, som var giltig tills Kristus kom till jorden.
Paulus har tre huvudsyften med brevet. Dessa beskriver han i andra hälften av kapitel 15. 
1. Han ber om den romerska församlingens förböner så att resan till Jerusalem skall gå bra och så att de medel som samlats in från hednaförsamlingarna, för stöd till församlingen i Jerusalem, skall bli väl mottagna.
2. Efter Jerusalem planerar han att resa till Rom och vara där en tid innan han reser vidare till Spanien. Han hoppas att församlingen i Rom skall finansiera hans missionsresa till Spanien.
3. Eftersom han aldrig har varit i Rom, gör han också en genomgång av evangeliet så att det ska bli tydligt hur hans lära skiljer sig från "de falska lärarnas" läror.
4. Han känner till att det finns konflikter mellan de judiska och de hedniska kristna i Rom och berör detta problem (kapitel 13 och första hälften av kapitel 14). Församlingen i Rom grundades av judar. Men när kejsar Claudius förvisade judarna från Rom år 49, tog hedniska kristna över de ledande positionerna i församlingen. Efter Claudius död år 54 återvände många judiska kristna till Rom. Detta resulterade i spänningar mellan judarna och de hednakristna, till exempel rörande judiska mattabun och judiska högtider.

Brevets huvudtema är evangeliet om Jesus Kristus (1:16–17). Paulus hävdar att hela mänskligheten är skyldig till synd och ansvarig inför Gud. Det är bara genom Jesu död och uppståndelse som mänskligheten kan bli räddad ur denna belägenhet. Därför kan man se att Gud både är rättfärdig själv och kan göra människan rättfärdig. Tack vare Guds självständiga och generösa "räddningsaktion" kan vi bli rättfärdiggjorda, om vi tror på honom. Paulus använder Abraham (Första Moseboken 15:6) som exempel för att visa att det är genom tilltron till Gud och inte genom egna handlingar som människan kan ses som rättfärdig inför Gud. 
I kapitel 5–8 hävdar Paulus att de troende kan vara säkra på att deras hopp om räddning kommer att infrias, att de troende både har blivit befriade från driften att handla syndigt och befriade från lagens krav. I kapitel 9–11 hävdar Paulus att Gud har varit trofast mot det judiska folket. Men Israel omfattar inte alla som härstammar från Israel. Enligt Paulus är Gud fri att själv välja vem han räddar och inte räddar, men till slut kommer han att rädda alla judar. 
I avsnittet från kapitel 12 till och med första delen av kapitel 15 beskriver Paulus hur evangeliet förändrar de troende så att de handlar annorlunda. Här behandlar han också de tidigare nämnda spänningarna mellan judar och hedningar. 
De avslutande meningarna handlar om hans resplaner och innehåller personliga hälsningar till 21 namngivna personer. En tredjedel av dessa är kvinnor, vilket visar att kvinnorna spelade en viktig roll i den tidiga församlingen i Rom. 

### Synd och rättfärdiggörelse
Huvudtanken i brevet är att både judar och hedningar, som alla är syndare och ingenting har att berömma sig av, blir rättfärdiggjorda endast på trons väg. Nyckelvers (5:1): ”Då vi nu har gjorts rättfärdiga genom tro har vi frid med Gud genom vår herre Jesus Kristus.” Det finns inte längre något som står emellan människan och Gud – ingen synd som hindrar kontakten. Frid med Gud är möjlig bara tack vare det pris Jesus fick betala för vår synd genom sin död på korset.
Aposteln skriver i 1:18: ”Ty Guds vrede uppenbaras från himlen och drabbar all gudlöshet och orätt hos de människor som håller sanningen fången i orättfärdighet.” I skarpa ordalag konstaterar Paulus att den obotfärdige syndaren drabbas av Guds vrede. Gud är helig, och det finns inget ont i Honom. Han skapade människan, eftersom han ville ha gemenskap med henne och älska henne, men Adam och Eva gjorde uppror och gick sin egen väg. De trotsade Gud och smittade ner alla med sin synd (jfr arvsynd). Ingen utom Jesus har levt utan att synda. 
Med detta menar aposteln Paulus att Guds vrede drabbar alla som fortsätter att leva i synd. Men Gud vill ta bort synden och upprätta syndaren. Detta är möjligt, om syndaren tillstår sin syndfullhet och tar emot upprättelsen som en gåva från Gud.

### Homosexuella handlingar enligt aposteln Paulus
I kap. 1:18–32 ställer Paulus bland annat homosexuella handlingar i ett principiellt resonemang, där det inte endast handlar om tempelkult, prostitution, pederasti eller avgudar mot resonemang om människan och hennes relation till Skaparen. Speciellt betydelsefullt i detta sammanhang är Paulus ord i avsnittet 1:26–27 om Guds syn på gudlöshet och orättfärdighet. Denna text är ofta förekommande i debatten om vilken syn de kristna kyrkorna har på homosexualitet. Värt att notera är dock att homosexualitet bara omnämns som en synd bland andra synder, i samma stycke nämns ”...uppfyllda av allt slags orättfärdighet, elakhet, själviskhet och ondska, fulla av avund, blodtörst, stridslystnad, svek och illvilja. De skvallrar och baktalar. De föraktar Gud. De är fräcka, övermodiga och skrytsamma, uppfinningsrika i det onda, uppstudsiga mot sina föräldrar, tanklösa, trolösa, kärlekslösa, hjärtlösa...” 
| ” | Därför utlämnade Gud dem åt förnedrande lidelser. Kvinnorna bytte ut det naturliga umgänget mot ett onaturligt, likaså övergav männen det naturliga umgänget med kvinnorna och upptändes av begär till varandra, så att män bedrev otukt med män. Därmed drog de själva på sig det rätta straffet för sin villfarelse. | „ |

Paulus tankegång här är att människan borde ha vänt sig till Gud eftersom hans godhet och existens framgår tydligt av den värld han har skapat och som människan lever i. När människor i stället vänder sig till avgudar upphör Gud att hjälpa dem att leva på rätt sätt. Homosexuella handlingar nämns som en av flera uppenbart skadliga följder av till exempel avgudadyrkan. Paulus ser homosexualitet som en sexuell perversion.
De som i dag är negativa till homosexualitet menar att man här tydligt ser att Paulus ansåg att Gud hade skapat människan till man och kvinna, och att det ingår i skapelseordningen att människorna skall leva heterosexuellt. 
De som numera accepterar homosexualitet som en mänsklig variant av sexuellt umgänge mellan vuxna, läser och tolkar denna text som ett uttryck för vad en kristen skrev till sina landsmän, de judiskt kristnas församling i Rom, inför sin resa dit där han aldrig varit förr. Brevet är skrivet av en man, som levde i en judisk kultur under styre av den romerske kejsaren under denna den tidigaste kristendomen. En del kristna som accepterar homosexualitet bygger i stället sin tolkning på att man vid översättningarna (från grekiska till svenska) har antingen tappat ord, eller översatt ord fel. De menar att orden μαλακός, malakos (betyder ungefär ”mjuk”, även ”vällustgosse”) och αρσενοκοίτης, arsenokoites (betyder ungefär ”en som ligger med en man”, även ”gosseskändare”, ”pederast”) har översatts fel, och inte alla betydde samma sak nu som då.

## Exempel på perikop
Kapitel 13, vers 12–13
- Grekiska: ἡ νὺξ προέκοψεν, ἡ δὲ ἡμέρα ἤγγικεν. ἀποθώμεθα οὖν τὰ ἔργα τοῦ σκότους, ἐνδυσώμεθα [δὲ] τὰ ὅπλα τοῦ φωτός.[5] ὡς ἐν ἡμέρᾳ εὐσχημόνως περιπατήσωμεν, μὴ κώμοις καὶ μέθαις, μὴ κοίταις καὶ ἀσελγείαις, μὴ ἔριδι καὶ ζήλῳ.[6]
- Svenska: Natten går mot sitt slut och dagen är nära. Låt oss då lägga av oss mörkrets gärningar och ta på oss ljusets rustning. Låt oss leva värdigt, som det hör dagen till, inte med festande och drickande, inte med otukt och orgier, inte med strider och avund.

## Brevets inflytande
Den lutherska rättfärdiggörelseläran och synen på den gammaltestamentliga lagen stödjer sig framförallt[källa behövs] på Romarbrevet, till exempel kap. 3:20: "Lagen kan bara ge insikt om synd." (Bibel 2000)